# Naoto Tobe
Naoto Tobe (戸邉 直人?, Tobe Naoto; Noda, 31 marzo 1992) è un altista giapponese.

## Palmarès
| Anno | Manifestazione             | Sede      | Evento        | Risultato | Prestazione | Note |
| ---- | -------------------------- | --------- | ------------- | --------- | ----------- | ---- |
| 2008 | Mondiali juniores          | Bydgoszcz | Salto in alto | 10º       | 2,08 m      |      |
| 2009 | Giochi dell'Asia orientale | Hong Kong | Salto in alto | 4º        | 2,14 m      |      |
| 2010 | Mondiali juniores          | Moncton   | Salto in alto | Bronzo    | 2,21 m      |      |
| 2011 | Universiadi                | Shenzen   | Salto in alto | 26º (q)   | 2,00 m      |      |
| 2011 | Camp. asiatici             | Kōbe      | Salto in alto | 5º        | 2,21 m      |      |
| 2013 | Universiadi                | Kazan'    | Salto in alto | 9º        | 2,20 m      |      |
| 2014 | Giochi asiatici            | Incheon   | Salto in alto | 5º        | 2,25 m      |      |
| 2015 | Mondiali                   | Pechino   | Salto in alto | 25º (q)   | 2,26 m      |      |
| 2018 | Giochi asiatici            | Giacarta  | Salto in alto | Bronzo    | 2,24 m      |      |
| 2019 | Camp. asiatici             | Doha      | Salto in alto | Bronzo    | 2,26 m      |      |
| 2019 | Mondiali                   | Doha      | Salto in alto | 14º (q)   | 2,26 m      |      |
| 2021 | Giochi olimpici            | Tokyo     | Salto in alto | 13º       | 2,24 m      |      |
| 2022 | Mondiali indoor            | Belgrado  | Salto in alto | 12°       | 2,15 m      |      |